# Bogoduchów
Bogoduchów (ukr. Богоду́хів) – miasto na Ukrainie, w obwodzie charkowskim, siedziba władz rejonu bogoduchowskiego.
W miejscowości znajduje się stacja kolejowa.

## Historia
Pierwsza wzmianka o miejscowości pochodzi z 1662, prawa miejskie posiada od 1681.
W 1930 roku zaczęto wydawać gazetę.
Od 16 października 1941 roku do 7 sierpnia 1943 roku Bogoduchów był pod okupacją hitlerowską.
Podczas okupacji hitlerowskiej, w październiku 1941 roku Niemcy utworzyli getto dla żydowskich mieszkańców. Przebywało w nim około 150 osób. 23 lipca 1942 roku Niemcy zlikwidowali getto, a Żydów wywieźli do obozu pracy a część wymordowali. 

## Demografia
W 1989 liczyło 18 962 mieszkańców.
W 2013 liczyło 15 797 mieszkańców.